# Adam Gardzina
Adam Gardzina (29 gennaio 1949) è un ex cestista polacco.

## Carriera
Con la Polonia ha disputato i Campionati europei del 1975.

## Palmarès

### Giocatore
- Campionato polacco: 3

Wisła Cracovia: 1967-68, 1973-74, 1975-76